# Abrostola ovalis
Abrostola ovalis är en fjärilsart som beskrevs av Achille Guenée 1852. Abrostola ovalis ingår i släktet Abrostola och familjen nattflyn. Inga underarter finns listade i Catalogue of Life.